# Combourtillé
Combourtillé [kɔ̃buʁtije] est une commune française située dans le département d'Ille-et-Vilaine en Région Bretagne. Elle comptait 608 habitants en 2022.

## Géographie
La commune de Combourtillé est située entre Fougères (12 km), Vitré (15 km) et Saint-Aubin-du-Cormier (10 km), en Ille-et-Vilaine.

### Communes limitrophes
|                                             | Billé        |                      |
| Saint-Georges-de-Chesné (Rives-du-Couesnon) | Combourtillé |                      |
|                                             | Mecé         | Montreuil-des-Landes |

### Hydrographie
Pour un article plus général, voir Réseau hydrographique d'Ille-et-Vilaine.
La commune est située dans le bassin Loire-Bretagne. Elle est drainée par le Général, le ruisseau de Guérabouin et le ruisseau de l'Ouvraise,,.
Le Général, d'une longueur de 19 km, prend sa source dans la commune de Montreuil-des-Landes et se jette  dans le Couesnon à Rives-du-Couesnon, après avoir traversé cinq communes. 

### Climat
Pour des articles plus généraux, voir Climat de la Bretagne et Climat d'Ille-et-Vilaine.
En 2010, le climat de la commune est de type climat océanique franc, selon une étude du CNRS s'appuyant sur une série de données couvrant la période 1971-2000. En 2020, Météo-France publie une typologie des climats de la France métropolitaine dans laquelle la commune est exposée à un climat océanique et est dans la région climatique  Bretagne orientale et méridionale, Pays nantais, Vendée, caractérisée par une faible pluviométrie en été et une bonne insolation. Parallèlement l'observatoire de l'environnement en Bretagne publie en 2020 un zonage climatique de la région Bretagne, s'appuyant sur des données de Météo-France de 2009. La commune est, selon ce zonage, dans la zone « Intérieur Est  », avec des hivers frais, des étés chauds et des pluies modérées.  
Pour la période 1971-2000, la température annuelle moyenne est de 11,2 °C, avec une amplitude thermique annuelle de 13,2 °C. Le cumul annuel moyen de précipitations est de 820 mm, avec 13,2 jours de précipitations en janvier et 7,8 jours en juillet. Pour la période 1991-2020, la température moyenne annuelle observée sur la station météorologique la plus proche, située sur la commune de Fougères à 10 km à vol d'oiseau, est de 11,9 °C et le cumul annuel moyen de précipitations est de 939,1 mm,. Pour l'avenir, les paramètres climatiques de la commune estimés pour 2050 selon différents scénarios d'émission de gaz à effet de serre sont consultables sur un site dédié publié par Météo-France en novembre 2022.

## Urbanisme

### Typologie
Au 1er janvier 2024, Combourtillé est catégorisée commune rurale à habitat dispersé, selon la nouvelle grille communale de densité à sept niveaux définie par l'Insee en 2022.
Elle est située hors unité urbaine. Par ailleurs la commune fait partie de l'aire d'attraction de Fougères, dont elle est une commune de la couronne,. Cette aire, qui regroupe 26 communes, est catégorisée dans les aires de 50 000 à moins de 200 000 habitants,.

### Occupation des sols
L'occupation des sols de la commune, telle qu'elle ressort de la base de données européenne d'occupation biophysique des sols Corine Land Cover (CLC), est marquée par l'importance des territoires agricoles (94,4 % en 2018), en diminution par rapport à 1990 (98,8 %). La répartition détaillée en 2018 est la suivante : 
terres arables (36,6 %), prairies (36,6 %), zones agricoles hétérogènes (21,3 %), zones urbanisées (4 %), forêts (1,6 %). L'évolution de l'occupation des sols de la commune et de ses infrastructures peut être observée sur les différentes représentations cartographiques du territoire : la carte de Cassini (XVIIIe siècle), la carte d'état-major (1820-1866) et les cartes ou photos aériennes de l'IGN pour la période actuelle (1950 à aujourd'hui).

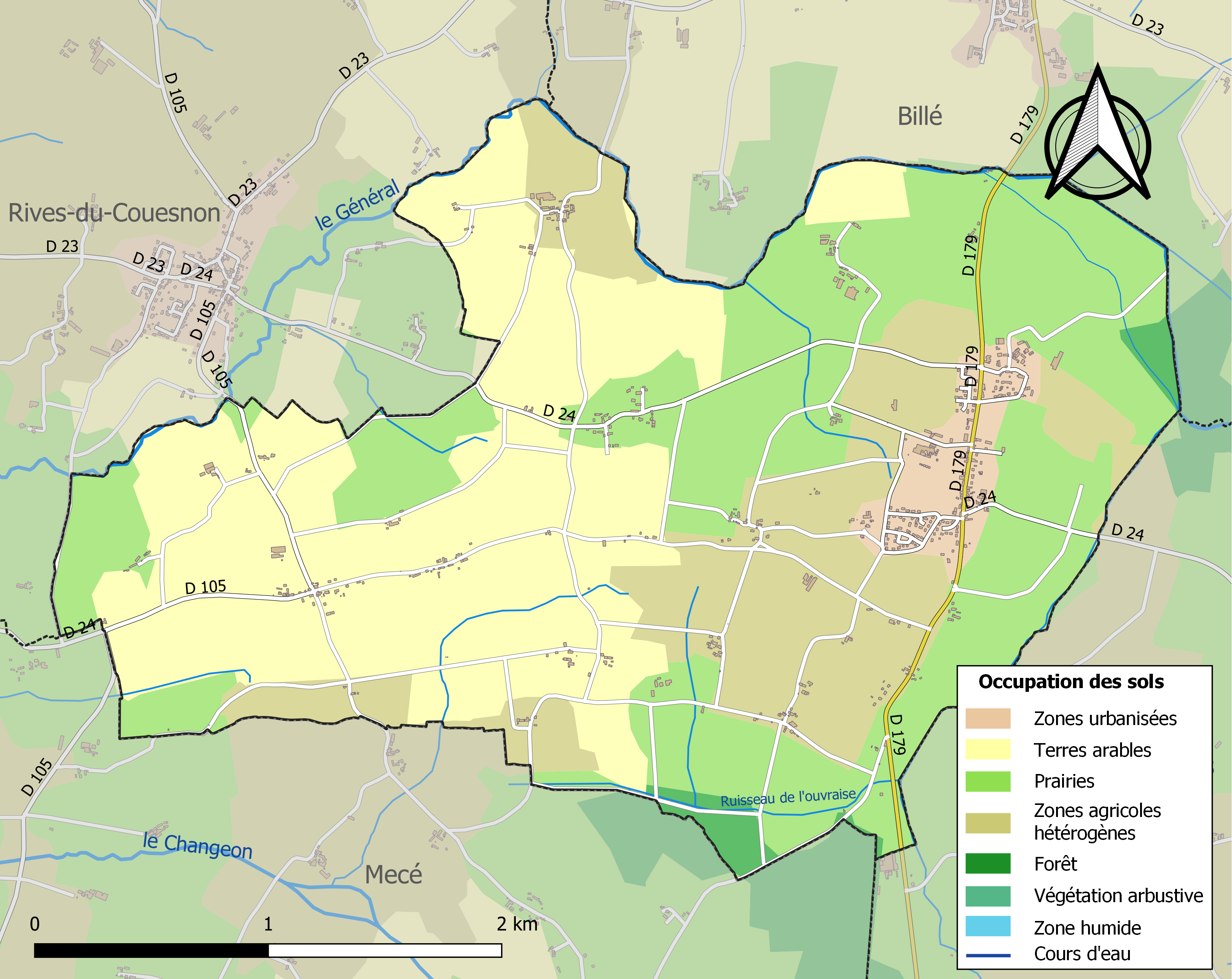
Carte des infrastructures et de l'occupation des sols de la commune en 2018 (CLC).

## Toponymie
Attestations anciennes, :
Comburtilleio (1150)
Combortilleium, Comburthelleium (XIIe siècle)
Combourtillye (XVe siècle)
Eccelsia de Comburno Tilleyo (1516)
Étymologie :
Selon Dauzat, il pourrait s'agir du dérivé, en -acum, d'un nom de personne formé sur le radical du nom gaulois *combaros, mais il n'existe aucune attestation de ce nom. 
Le Dictionnaire de la langue gauloise ne donne que comberos, avec le sens de "barrage de rivière", d'où viennent, en latin médiéval combrus :  abattis d'arbres, en ancien français "combre" :  barrage sur une rivière et en français moderne "décombres" et « encombrer ». Le radical gaulois explique plusieurs toponymes (Combres, etc.), mais une évolution phonétique en Combur-/Combor-/Combour- est problématique.
L'attestation de 1516 suggère que Combourtillé serait un nom composé dont le second élément dériverait du nom latin du tilleul :  tilia, comme Teillé (44) - Teille, Tilliacum au XIe  siècle. Dans cette hypothèse, il conviendrait de rechercher pour le premier élément une origine latine, et on peut penser à celle que E. Nègre donne pour Combourg :  un *combour, substantif roman dérivé du verbe "combourir" signifiant en ancien français "brûler" (comburo en latin), serait donc un "brûlis".
Si pour Combourg il y a eu, tardivement, une confusion avec le nom "bourg", ce n'est pas le cas pour Combourtillé, et il est hasardeux d'affirmer que le nom de Combourtillé signifie « bourg des Tilleuls ».
Aucune de ces hypothèses n'est confirmée, mais elles ont en commun d'évoquer des pratiques de défrichement.
Le gentilé est Combourtilléen.

## Histoire

### Moyen Âge
Il est fait mention de sires de Combourtillé à l'époque médiévale ; les chartes du Cartulaire de Savigné les mentionnent ainsi plusieurs fois au XIIe siècle, notamment quand Jean de Combourtillé se fait moine dans cette abbaye.
La paroisse de Combourtillé appartenait au pays du Vendelais au moment de la fondation de Fougères au XIe siècle.

### LeXXesiècle

#### L'entre-deux-guerres
Le 1er avril 1921, le service téléphonique commença à fonctionner dans la commune.

## Politique et administration
| Période                                  | Période           | Identité                     | Étiquette | Qualité                                                                                  |
| ---------------------------------------- | ----------------- | ---------------------------- | --------- | ---------------------------------------------------------------------------------------- |
| mai 1945                                 | juin 1982 (décès) | Benjamin Garnier (1909-1982) |           | Exploitant agricole retraité Chevalier puis officier du Mérite agricole (1965 puis 1979) |
| septembre 1982                           | mars 1989         | Louis Chemin (1925-2009)     |           | Agriculteur                                                                              |
| mars 1989                                | mars 2001         | Monique Buineau              |           |                                                                                          |
| mars 2001                                | En cours          | Roland Bouvet,               | DVD       | Employé de commerce                                                                      |
| Les données manquantes sont à compléter. |                   |                              |           |                                                                                          |

## Démographie
L'évolution du nombre d'habitants est connue à travers les recensements de la population effectués dans la commune depuis 1793. Pour les communes de moins de 10 000 habitants, une enquête de recensement portant sur toute la population est réalisée tous les cinq ans, les populations de référence des années intermédiaires étant quant à elles estimées par interpolation ou extrapolation. Pour la commune, le premier recensement exhaustif entrant dans le cadre du nouveau dispositif a été réalisé en 2008.
En 2022, la commune comptait 608 habitants, en évolution de −0,49 % par rapport à 2016 (Ille-et-Vilaine : +5,46 %, France hors Mayotte : +2,11 %).
| 1793 | 1800 | 1806 | 1821 | 1831 | 1836 | 1841 | 1846 | 1851 |
| ---- | ---- | ---- | ---- | ---- | ---- | ---- | ---- | ---- |
| 506  | 519  | 513  | 608  | 599  | 594  | 589  | 607  | 623  |

| 1856 | 1861 | 1866 | 1872 | 1876 | 1881 | 1886 | 1891 | 1896 |
| ---- | ---- | ---- | ---- | ---- | ---- | ---- | ---- | ---- |
| 601  | 611  | 629  | 622  | 612  | 605  | 619  | 607  | 556  |

| 1901 | 1906 | 1911 | 1921 | 1926 | 1931 | 1936 | 1946 | 1954 |
| ---- | ---- | ---- | ---- | ---- | ---- | ---- | ---- | ---- |
| 545  | 569  | 546  | 436  | 423  | 459  | 474  | 447  | 412  |

| 1962 | 1968 | 1975 | 1982 | 1990 | 1999 | 2006 | 2008 | 2013 |
| ---- | ---- | ---- | ---- | ---- | ---- | ---- | ---- | ---- |
| 425  | 416  | 370  | 340  | 363  | 401  | 515  | 547  | 601  |

| 2018 | 2022 | - | - | - | - | - | - | - |
| ---- | ---- | - | - | - | - | - | - | - |
| 610  | 608  | - | - | - | - | - | - | - |

## Économie
L'usine Valorex qui produit des graines de lin et autres produits du label Bleu Blanc Cœur est l'acteur majeur du dynamisme de la commune. Elle représente une centaine d'employés.
L'activité des habitants de la commune est majoritairement agricole.

## Culture locale et patrimoine

### Lieux et monuments

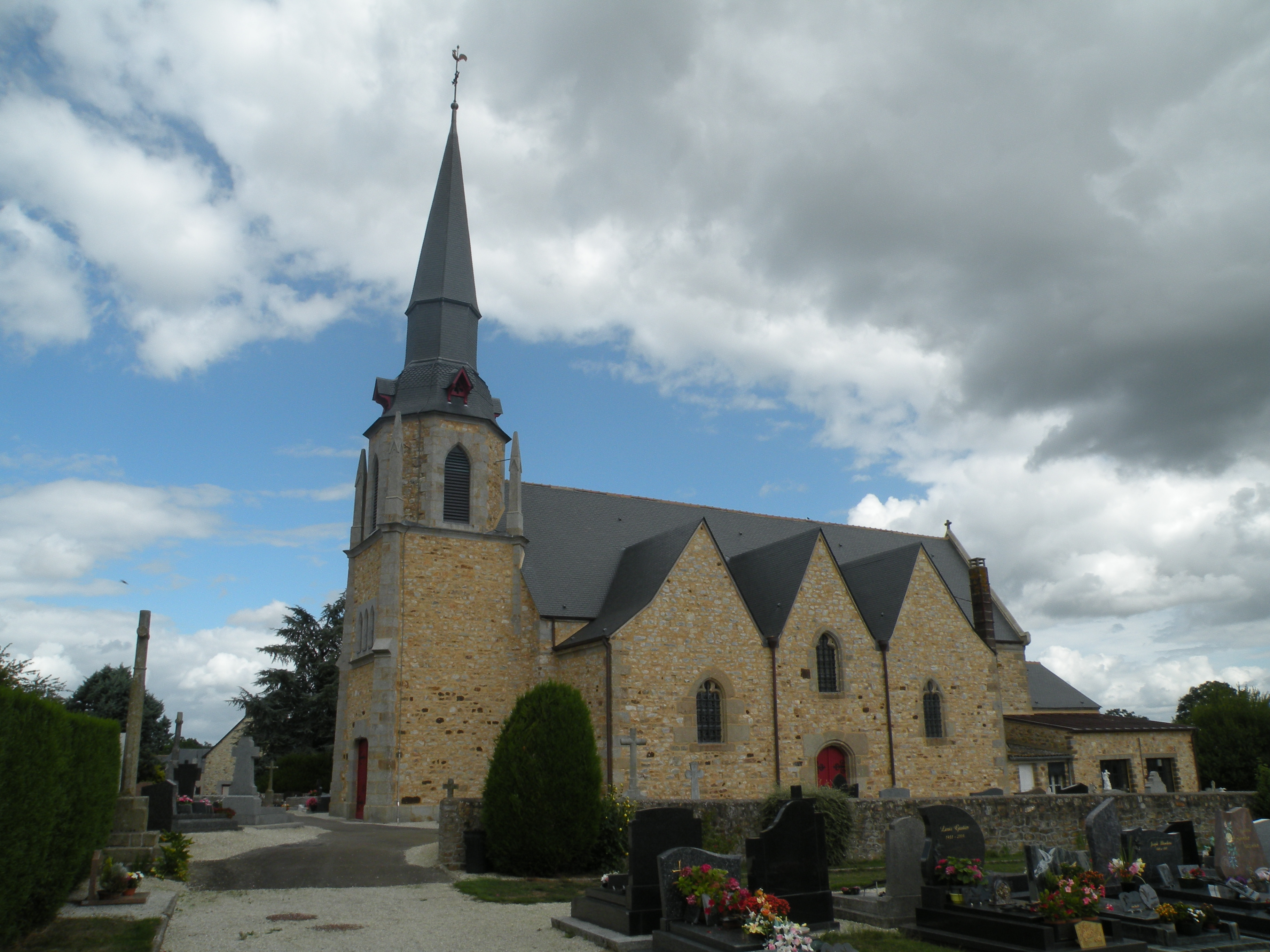
L'église Notre-Dame.

La commune ne compte aucun monument historique. Parmi les sites et monuments de Combourtillé, on peut relever :
- L'église Notre-Dame, édifiée au XVIe siècle et fortement remaniée au milieu du XIXe siècle, avec notamment la construction du clocher et de la sacristie[33]. Elle comporte un vitrail patriotique réalisé en 1917 par Auguste Alleaume, il représente l'apparition à sainte Marguerite-Marie du Christ avec le Sacré-Cœur, dans un jardin où se trouve un noisetier. Marguerite-Marie est agenouillée avec, à ses pieds, un livre renversé sur lequel on peut lire : « Courage et confiance, nous aurons les sales Boches ». L'inscription sera soigneusement recouverte par les paroissiens de la commune de 1940 à 1944, pour n'être dévoilée qu'en 1965[34].
- Le site naturel départemental des landes de Jaunousse se trouve en partie sur la commune. Un sentier de découverte y a été aménagé[35].

### Personnalités liées à la commune
Pierre Weill (né en 1954), agronome, dirigeant fondateur de Valorex.